# Alpinia rigida
Alpinia rigida är en enhjärtbladig växtart som beskrevs av Henry Nicholas Ridley. Alpinia rigida ingår i släktet Alpinia och familjen Zingiberaceae. Inga underarter finns listade i Catalogue of Life.